# Stadionul Extensiv
Stadionul Extensiv este un stadion multifuncțional din Craiova, România. A fost folosit în mare parte pentru meciuri de fotbal. Stadionul are o capacitate de 7.000 de locuri și a fost folosit în trecut de Extensiv Craiova până la desființarea acesteia în 2005. Între 2015 și 2017 a fost folosit de CS U Craiova, până ce Stadionul Ion Oblemenco a fost reconstruit. În prezent, stadionul se află în stare avansată de degradare.